# 2004年の教育
2004年の教育（2004ねんのきょういく）は、2004年の教育関連の出来事の一覧である。

## 全般
- 4月1日 国立大学が全て国立大学法人化。
- 4月1日 日本育英会など4団体が統合し、日本学生支援機構が発足。

## 大学

### 新設
- 愛知新城大谷大学（愛知新城大谷短期大学より。社会福祉学部）
- 藍野大学（新設。医療保健学部）
- 愛媛県立医療技術大学（愛媛県立医療技術短期大学より。保健科学部）
- 大阪女学院大学（大阪女学院短期大学より。国際・英語学部）
- 沖縄キリスト教学院大学 （沖縄キリスト教短期大学より。人文学部）
- 香川県立保健医療大学（香川県立医療短期大学より。保健医療学部）
- 国際教養大学（新設。国際教養学部）
- 静岡福祉大学（静岡福祉情報短期大学より。社会福祉学部）
- 星槎大学（新設。共生科学部）
- 聖母大学（聖母女子短期大学より。看護学部）
- 創造学園大学（高崎芸術短期大学、高崎福祉専門学校より。創造芸術学部、ソーシャルワーク学部）
- 千葉科学大学（新設。薬学部、危機管理学部）
- 日本赤十字豊田看護大学（日本赤十字愛知短期大学より。看護学部）
- 日本薬科大学（新設。薬学部）
- 浜松学院大学（浜松短期大学より。コミュニケーション学部）
- 武蔵野学院大学（武蔵野短期大学より。国際コミュニケーション学部）
- 八洲学園大学（新設。生涯学習学部）
- 東京リーガルマインド大学（新設。総合キャリア学部）

### 統合
- 兵庫県立大学（神戸商科大学・姫路工業大学・兵庫県立看護大学が統合。経営学部・経済学部・工学部・理学部・環境人間学部・看護学部）
- 東京商船大学.東京水産大学が統合2003年 東京海洋大学海洋工学部・海洋科学部2004年4月開設。

### 名称変更
- 松蔭大学（松蔭女子大学より。）

### 学部の新設・名称変更
- 愛知淑徳大学-ビジネス学部、医療福祉学部開設
- 青森大学-ソフトウェア情報学部、薬学部開設
- 茨城キリスト教大学-看護学部開設
- 上野学園大学-音楽・文化学部開設
- 大谷女子大学-教育福祉学部開設（文学部教育福祉学科より改組。教育福祉学科）
- 沖縄国際大学-経済学部（経済学科、地域環境政策学科）、産業情報学部（企業システム学科、産業情報学科）開設。商経学部廃止
- 金沢工業大学-環境・建築学部、情報フロンティア学部開設
- 吉備国際大学-政策マネジメント学部開設
- 京都女子大学-発達教育学部開設
- 神戸学院大学-経営学部開設
- 神戸松蔭女子学院大学-人間科学部開設
- 四国学院大学-社会福祉学部開設
- 実践女子大学-人間社会学部開設
- 城西国際大学-福祉総合学部、薬学部開設
- 順天堂大学-医療看護学部開設
- 松蔭大学-異文化コミュニケーション学部開設
- 上武大学-看護学部開設
- 鈴鹿医療科学大学-鍼灸学部開設
- 聖隷クリストファー大学-リハビリテーション学部開設
- 千里金蘭大学-人間社会学部開設
- 中京大学-生命システム工学部開設
- 帝京大学-医療技術学部開設
- 帝京平成大学-ヒューマンケア学部、薬学部開設
- 帝塚山大学-現代生活学部、心理福祉学部開設
- 東亜大学-サービス産業学部、医療工学部開設
- 東海学園大学-人間健康学部開設
- 東京国際大学-言語コミュニケーション学部開設
- 東京成徳大学-子ども学部開設
- 同志社大学-政策学部開設
- 鳥取大学-教育地域科学部が地域学部に
- 富山国際大学-国際教養学部開設
- 名古屋外国語大学-現代国際学部開設
- 名古屋商科大学-会計ファイナンス学部開設
- 梅花女子大学-現代人間学部、文化表現学部開設
- 白鷗大学-発達科学部開設
- 東日本国際大学-福祉環境学部開設
- 広島国際大学-薬学部開設
- 広島国際学院大学-情報学部開設
- 福山平成大学-福祉健康学部開設
- 佛教大学-社会福祉学部開設
- 北陸大学-未来創造学部開設
- 武蔵野大学-薬学部開設
- 明治大学-情報コミュニケーション学部開設
- 明治学院大学-心理学部開設
- 明治鍼灸大学-保健医療学部開設
- 安田女子大学-総合家政学部開設
- 立命館大学-情報理工学部開設
- 和歌山県立医科大学-保健看護学部開設
- 早稲田大学-国際教養学部開設

### 学科の新設・名称変更
- 愛知学院大学心身科学部に健康科学科増設
- 大阪市立大学看護短期大学部が医学部看護学科に昇格
- 英知大学文学部を人間学科、英語英文学科、国際文化・言語学科に改組
- 大阪経済大学経営学部にビジネス法学科増設